# Scatella costalis
Scatella costalis är en tvåvingeart som beskrevs av Friedrich Georg Hendel 1932. Scatella costalis ingår i släktet Scatella och familjen vattenflugor. Inga underarter finns listade i Catalogue of Life.